# Henriëtte Amalia van Nassau
Henriëtte Amalia van Nassau (Den Haag, 26 oktober 1628 - december 1628) was het derde kind van stadhouder Frederik Hendrik en Amalia van Solms.
Zij ligt begraven in de koninklijke grafkelder van de Nieuwe Kerk in Delft.

## Stamboom
| Grootouders                             | Willem van Oranje (1533-1584) x 1583 Louise de Coligny (1555-1620)          | Johan Albrecht I van Solms-Braunfels x Agnes van Sayn-Wittgenstein          |
| Ouders                                  | Frederik Hendrik van Oranje (1584-1647) x 1625 Amalia van Solms (1602-1675) | Frederik Hendrik van Oranje (1584-1647) x 1625 Amalia van Solms (1602-1675) |
| Henriëtte Amalia van Nassau (1628-1628) |                                                                             |                                                                             |